# Morfometría
Morfometría (del griego μορϕή "morphé", que significa “forma” o “figura”, y μετρία “metría”, que significa “medición”) se refiere al análisis cuantitativo de la forma, un concepto que abarca el tamaño y la forma. Los análisis morfométricos se realizan comúnmente en los organismos y son útiles en el análisis del registro fósil, así como en el impacto de algunas mutaciones sobre la forma, cambios en los procesos del desarrollo, covarianzas entre los factores ambientales y la forma, igualmente para estimar los parámetros genético-cuantitativos de la forma. La morfometría se puede utilizar para cuantificar un carácter de significancia evolutiva, y para detectar los cambios en la forma, deducir algo sobre la ontogenia de los organismos, función o relaciones evolutivas. Uno de los objetivos principales de la morfometría es probar estadísticamente las hipótesis sobre los factores que afectan la forma.

## Generalidades
La visualización de los cambios de la forma es el corazón mismo de la morfometría geométrica. Una ventaja de la morfometría geométrica es que las diferencias de la forma pueden ser visualizadas directamente como ilustraciones o animaciones computacionales. De hecho, es esta faciliad de visualización en comparación con la morfometría tradicional es parte de las razones por las que la morfometría geométrica se ha establecido como disciplina (Rohlf and Marcus 1993). Los diversos métodos de visualización pueden comunicar incluso los complejos cambios morfológicos de manera mucho más efectiva que las tablas de coeficientes que resultan de los análisis tradicionales morfométricos.  Estas visualizaciones proporcionan información sobre los cambios morfológicos en su contexto anatómico inmediato.  La visualización en morfometría geométrica está basada principalmente en dos principios: la visualización de los cambios en la forma mostrando los desplazamientos relativos de marcas en diferentes formas, y la visualización mostrando la deformación de una gradilla, un contorno o una superficie que es interpolada entre los cambios de la forma. Estos dos enfoques pueden ser usados combinadamente. Los avances en gráficos han permitido producir atractivas ilustraciones de los cambios de las formas en dos o tres dimensiones bajo estos enfoques. 
Esta capacidad de extraer y comunicar información acerca de la localización espacial de variación morfológica (su magnitud, posición y extensión espacial en el organismo) es uno de los beneficios más importantes de la morfometría geométrica. Sin embargo, la morfometría geométrica no resuelve todos los problemas a los que se enfrentan los métodos tradicionales. Por ejemplo, la disposición de marcas no provee información respecto a las estructuras curvas en los organismos. La solución a este problema requiere del análisis de puntos en la curva que no son marcas. Actualmente se han desarrollado y utilizado métodos para analizar las curvas por lo que es probable que esta limitación de morfometría sea algo transitorio.
La morfometría geométrica puede tener una limitación que no poseen los métodos tradicionales: la restricción a datos de dos dimensiones. Sin embargo, la teoría matemática desarrollada en morfometría geométrica no posee ningún obstáculo para analizar formas en tres dimensiones. Los obstáculos provienen del manejo de información en tres dimensiones: 1) el costo del equipo para obtener las coordenadas tridimensionales y 2) la dificultad de representar los resultados en un medio estático, como en páginas de una revista, artículos o algún medio impreso.

## Conceptos clave
El rápido progreso en la morfometría geométrica ha dado como resultado en gran medida el tener una teoría matemática coherente de la forma, lo que requiere la articulación de una definición precisa del concepto. Por lo tanto, es importante entender el concepto subyacente de la forma en la morfometría geométrica, y también, porque el concepto de tamaño está tan estrechamente relacionado con él concepto de forma. No podemos comprender plenamente el uno sin la comprensión del otro y también cómo se relacionan entre sí. 

### Forma
En la morfometría geométrica, la forma es definida como “toda la información geométrica que permanece cuando la ubicación, escala y los efectos de rotación se filtran de un objeto” (Kendall, 1977). En otras palabras la forma se define técnicamente como todas las características geométricas de un objeto a excepción de su tamaño, posición y orientación. Esta definición puede parecer abstracta y complicada, pero en realidad se refiere exactamente al tipo de información que se utiliza cuando se interpreta una imagen.

### Tamaño
El tamaño centroide es la medida del tamaño que es matemáticamente independiente de la forma. Empíricamente, el tamaño centroide puede correlacionarse con la forma porque los organismos más grandes tienen configuraciones generalmente distintas a comparación de los organismos pequeños. El hecho de medir forma y tamaño separadamente no significa que se pierda alguna información sobre las relaciones entre ellas. La definición de forma menciona a la escala como uno de los efectos a removerse para extraer las diferencias en forma entre dos configuraciones. La implicación de esto es que la escala proporciona una definición de tamaño, que es independiente de la definición de la forma. Sin embargo uno de los puntos clave para conocer el tamaño es necesario determinar la ubicación del centro de la forma, es decir, “el centroide” o centro de gravedad. Luego se calcula la distancia elevada al cuadrado de cada punto al centroide, esas distancias se suman, y se obtiene la raíz cuadrada, la cantidad resultante es el tamaño centroide. Esta variable de tamaño permite calcular el cambio isométrico de todos los puntos de referencia a partir del centro de la forma.

## Morfometría clásica
La morfometría clásica produce imágenes o descripciones detalladas en donde las analogías figuran prominentemente (formas parecidas a círculos, elipses, triángulos, etcétera). Los estudios morfométricos clásicos producen comúnmente tablas de caracteres medidos en escalas continuas que reflejan aspectos de la forma del organismo. Como resultado, la morfometría ha sido vista cercana a la estadística o al álgebra más que a la morfología,  y en cierto sentido esa percepción es correcta: la morfometría es una rama del análisis matemático de la forma. 
Tradicionalmente los datos morfométricos han incluido medidas de longitud, profundidad y amplitud. Este tipo de datos contiene relativamente poca información acerca de la forma y parte de esa información puede ser ambigua. Ese tipo de datos contiene menos información de lo que parecen sostener porque muchas de las mediciones se superponen o son redundantes. Varias de las mediciones parten desde un único punto en un organismo, por lo que sus valores no pueden ser completamente independientes. Esto significa que cualquier error en la localización de ese punto afecta a todas estas mediciones, la sobre posición de las mediciones complica el describir diferencias localizadas de la forma como los cambios en la posición relativa de un carácter respecto a la posición de otro carácter (Atchley et al, 1976; Corruccini, 1977; Albrecht, 1978).
Una limitación de la morfometría tradicional es que las medidas no transmiten información sobre la estructura geométrica, sino que se trata usualmente de segmentos lineales. Las mediciones lineales representan mayoritariamente el tamaño más que la forma. Cada longitud es la magnitud de una dimensión, una medida del tamaño y no necesariamente incluye información geométrica de la forma.
Cuando todas las limitaciones de la morfometría tradicional son consideradas, es evidente que podrían existir numerosas mediciones, pero poca información sobre la forma (Atchley y Anderson, 1978; Hills, 1978; Dodson, 1978). En respuesta a estas críticas sobre la morfometría tradicional surgió lo que se conoce como morfometría geométrica.

## Morfometría geométrica
La Morfometría geométrica es una herramienta que permite abstraer la forma de los organismos mediante el uso de “marcas o puntos”, donde la información sobre el tamaño, la posición y la orientación se ajustan para obtener la información de la “forma” en un contexto matemáticamente analizable. El análisis morfométrico por marcas fue concebido por Bookstein en 1991. Este análisis es el descendiente intelectual de las gradillas de transformación de D’Arcy Thompson. Aplicar este tipo de análisis involucra la identificación de marcas homólogas en los organismos y desenmarañar estadísticamente el cambio en la forma considerando el cambio en el tamaño.
La visualización de los cambios de la forma es el corazón mismo de la morfometría geométrica. Una ventaja de la morfometría geométrica es que las diferencias de la forma pueden ser visualizadas directamente como ilustraciones o animaciones computacionales. De hecho, es esta faciliad de visualización en comparación con la morfometría tradicional es parte de las razones por las que la morfometría geométrica se ha establecido como disciplina (Rohlf and Marcus 1993). Los diversos métodos de visualización pueden comunicar incluso los complejos cambios morfológicos de manera mucho más efectiva que las tablas de coeficientes que resultan de los análisis tradicionales morfométricos. Estas visualizaciones proporcionan información sobre los cambios morfológicos en su contexto anatómico inmediato. La visualización en morfometría geométrica está basada principalmente en dos principios: la visualización de los cambios en la forma mostrando los desplazamientos relativos de marcas en diferentes formas, y la visualización mostrando la deformación de una gradilla, un contorno o una superficie que es interpolada entre los cambios de la forma. Estos dos enfoques pueden ser usados combinadamente. Los avances en gráficos han permitido producir atractivas ilustraciones de los cambios de las formas en dos o tres dimensiones bajo estos enfoques.
Esta capacidad de extraer y comunicar información acerca de la localización espacial de variación morfológica (su magnitud, posición y extensión espacial en el organismo) es uno de los beneficios más importantes de la morfometría geométrica. Sin embargo, la morfometría geométrica no resuelve todos los problemas a los que se enfrentan los métodos tradicionales. Por ejemplo, la disposición de marcas no provee información respecto a las estructuras curvas en los organismos. La solución a este problema requiere del análisis de puntos en la curva que no son marcas. Actualmente se han desarrollado y utilizado métodos para analizar las curvas por lo que es probable que esta limitación de morfometría sea algo transitorio. La morfometría geométrica puede tener una limitación que no poseen los métodos tradicionales: la restricción a datos de dos dimensiones. Sin embargo, la teoría matemática desarrollada en morfometría geométrica no posee ningún obstáculo para analizar formas en tres dimensiones. Los obstáculos provienen del manejo de información en tres dimensiones: 1) el costo del equipo para obtener las coordenadas tridimensionales y 2) la dificultad de representar los resultados en un medio estático, como en páginas de una revista, artículos o algún medio impreso.

### Landmarks o marcas

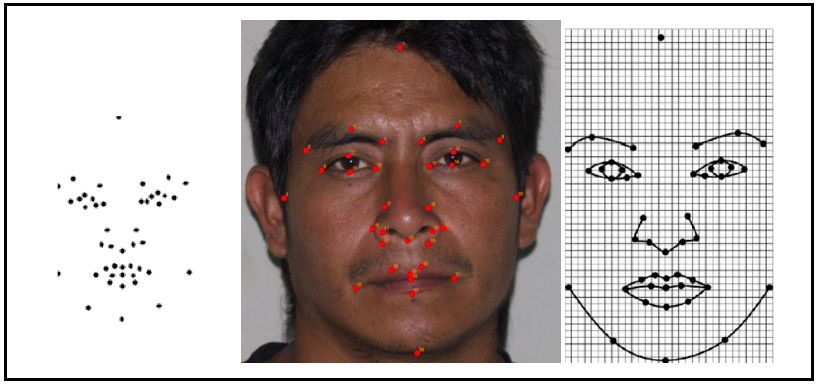
Rostro con 33 landmarks (círculos abiertos) y 37 semi marcas (círculos cerrados) usados para análisis morfométricos.

Las marcas son loci anatómicos discretos que pueden ser reconocidos como el mismo loci en todas las muestras de estudio. La selección de marcas es fundamental para la interpretación de la variación de la forma. Los criterios para la selección de marcas difieren de aquellos para variables morfométricas tradicionales, por lo que algunos replanteamientos pueden ser necesarios en el momento de la selección. Existen múltiples consideraciones, incluyendo la relevancia para la comprensión de (1) la biomecánica, (2) los procesos del desarrollo, (3) la sistemática y (4) los procesos evolutivos.
Existen tres categorías reconocidas de puntos de referencia, los de tipo 1 son marcas que son definidos a nivel local, es decir, en términos de estructuras cercanas a ese punto. Ej. una inserción entre tres suturas, o intersecciones entre las venas del ala de un insecto. Las marcas de tipo 2, incluye puntos tales como la punta de una estructura, o mínimos o máximos dentro de una curvatura. Las marcas de tipo 3, son definidas en términos de puntos lejanos del lugar de interés.
Todos los landmarks deben estar representados en cada espécimen estudiado, y deben representar la misma localidad anatómica en todos ellos. Por esta razón, la selección de puntos de referencia es crucial en el estudio, y deben cumplir los siguientes criterios:
1. Ser homólogos anatómicamente.
2. Que no se altere su posición topográfica en relación con otros puntos.
3. Que proporcionen una cobertura adecuada de la morfología del objeto.
4. Que puedan encontrarse fácilmente, repetidas veces, y de forma confiable.
5. Que estén en el mismo plano

#### Semi marcas o semilandmarks

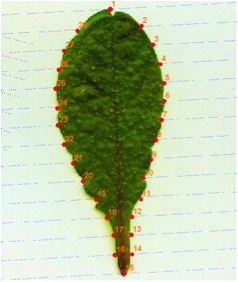
Ejemplo de uso de semi marcas en una hoja de Arabidopsis thaliana. Las marcas son los puntos 1 y 15, el resto son semi-marcas

Representar un organismo únicamente por una configuración de marcas de referencia o “landmarks” deja de lado algunos aspectos de lo que normalmente puede significarnos la forma, tales como la curvatura. Las curvaturas son características de un objeto que permanecen después de filtrar la posición, la escala y los efectos de rotación, pero no es necesariamente capturada de forma efectiva por las coordenadas de un conjunto de marcas. Es por eso que bajo esta teoría se ha propuesto el uso de semi-marcas.
El término semilandmarks fue utilizado por Bookstein (1997) para referirse a una serie de puntos que se encuentran a lo largo de una curva. Un ejemplo común para el uso de semilandmarks es para dar seguimiento al contorno curvo entre dos puntos de referencia lo cual puede informar sobre la inclinación de la curva (es decir, la amplitud de su desviación de una línea recta), información que no podríamos haber deducido de las coordenadas de los puntos de referencia. Hay dos maneras para la selección de semilandmarks en una curva: (A) incrementos de longitud de la curva; se colocan segmentos lineales continuos de una marca de referencia a otra. (B) incrementos de un ángulo subtendido por la curva; se colocan segmentos en distintos ángulos que permitan la cobertura del contorno.

### Criterios para la selección de marcas

#### Homología
Uno de los conceptos clave en morfometría basada en marcas es el de homología. La homología, en morfometría geométrica se ha destacado por encima de todos los criterios para la selección de las marcas, y es sin duda el criterio más importante por razones matemáticas y biológicas al momento de hacer la elección de las marcas. Para elegir las marcas es necesario entender el papel de la homología tanto matemática como biológica del organismo que estemos analizando. Por eso es de alta importancia reconocer los problemas que pueden resultar del uso de marcas de homología dudosa. La cuestión matemática primaria es la interpretación de cambios biológicos como una deformación: es decir, establecer una correlación de un conjunto de puntos que corresponden a otro conjunto de puntos en otra forma. Este mapeo sólo tiene sentido si los puntos son realmente correspondientes. Biológicamente el concepto de homología hace referencia a términos organísmicos de las partes o caracteres, mientras que el concepto de homología matemática se piensa en términos de loci individuales (es decir en número de puntos) en esas partes.
El objetivo en la elección de marcas es permitir hacer inferencias acerca de las regiones entre ellos. El interés no es en las marcas per se, pero en las formas de las estructuras morfológicas en las cuales esas marcas se encuentran. El papel de las marcas es de precisar esas estructuras en puntos discretos que pueden reconocerse como el mismo punto en todos los organismos. Reconocemos homología en estructuras como estructuras porque son discretas (distintas de otras estructuras) y reconocibles en todas las muestras. Se pueden utilizar estos criterios en las intersecciones de las estructuras (como en suturas), o centros, o sus puntas (finales de las estructuras) (Bookstein, 1985).

#### Consistencia en la posición relativa
En este caso, las marcas pueden cambiar en su posición relativa una con otra. Esto puede ocurrir incluso cuando cambios en la forma parecen ser relativamente pequeños, por ejemplo en una estructura que en algunas ocasiones se encuentre en la parte posterior u algunas veces en la parte anterior del objeto de estudio. Los métodos morfométricos no pueden ser aplicados adecuadamente cuando las formas son demasiado diferentes. Por ejemplo, si los huesos son radicalmente alterados en su topología que los puntos en un organismo se han desplazado de una forma completamente diferente respecto a los otros. También, en algunos casos las marcas pueden desaparecer por completo, por ejemplo algunos puntos tienden a desaparecer en el desarrollo, un ejemplo es la pérdida de la cola en la metamorfosis de los anfibios o la presencia en un taxón y la pérdida en otro. Sin duda alguna esos cambios, son interesantes, sin embargo, no son adecuados para un análisis morfométrico.

#### Cobertura adecuada de la forma
La cobertura adecuada de la forma debe ser evidente por sí misma, debido a que no se pueden detectar cambios sin información, y las marcas son información. Una forma de decidir si se ha cumplido el criterio es trazar un dibujo de las marcas sin trazar el resto del organismo. Algunas veces simplemente no se pueden encontrar puntos de referencia en una región particular, y no hay más que aceptar la escasa cobertura, pero en otras ocasiones la escasa cobertura no es aceptable, por lo que puede que se tenga que relajar el criterio de homología y hacer uso de semi marcas.

#### Repetitividad
Otro criterio para seleccionar las marcas es que estas se puedan encontrar fidedignamente. Si estas son difíciles de localizar incluso en el mismo espécimen medido varias veces, pueden inducir a mediciones erróneas.

## Transformaciones
Las visualizaciones basadas en las rejillas de transformación de D’Arcy Thompson han jugado un papel especial en la morfometría geométrica. El método fue originalmente presentado como parte de un argumento a favor de la importancia de las ideas matemáticas y físicas para el entendimiento de las formas de los animales (Thompson, 1961; Arthur, 2006). Los diagramas atractivos de Thompson han capturado la atención de muchos biólogos a través de la mayor parte del siglo XX, y los esfuerzos para desarrollar un enfoque rigurosamente cuantitativo para la toma de tales diagramas contribuyeron significativamente al desarrollo de la morfometría geométrica (Sneath, 1967; Bookstein, 1978, 1989; Rohlf, 1993).
La idea es que los cambios en las formas biológicas pueden ser caracterizados mediante el examen de las transformaciones que tienen que ser aplicadas al espacio de las coordenadas con el fin de cambiar una forma a otra. Para hacer esta transformación directamente visible, se puede dibujar una gradilla rectangular
Thompson ajustó las líneas de la cuadrícula manualmente, pero ahora esto se puede hacer computacionalmente, utilizando algún método de interpolación que garantiza que la relación de las líneas de la gradilla a las posiciones las marcas sea correcta. Los métodos disponibles se basan en diferentes consideraciones matemáticos o estadísticos. El método que actualmente es ampliamente usado es el Thin plate Spine (TPS) o gradilla de transformación. (Bookstein, 1989; Dryden y Mardia, 1998).

### TPS o gradilla de deformación

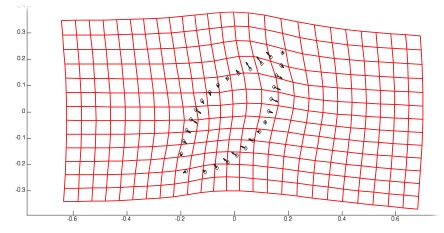
Deformaciones en la forma de la hoja dentro de un mismo grupo.

Es una técnica de interpolación que fue traída a la morfometría como una aplicación flexible y matématicamente rigurosa de las gradillas de transformación de D’Arcy Thompson (Bookstein, 1989). Es una técnica que garantiza que la correspondencia de puntos de partida y los del blanco de la forma aparezcan precisamente en la posición correspondiente en relación con la gradilla transformada y no transformada y provee la posible transformación para cualquier par de formas de partida y blanco. Esta técnica proporciona una correspondencia uno-a-uno, no sólo entre los puntos de referencia de las formas de partida y de destino, sino también entre cada punto del plano o en el espacio tridimensional en el que se incrusta la forma de partida y el plano o en el espacio de la forma deseada. Es esta interpolación a todo el plano o en el espacio que ofrece la oportunidad para el uso del TPS para dibujar rejillas de transformación, como la asignación se puede hacer por los puntos sobre las líneas de la cuadrícula en el plano o en el espacio de la forma de partida para obtener las rejillas transformadas en el plano o en el espacio de la forma deseada.

## Superposición Procustes

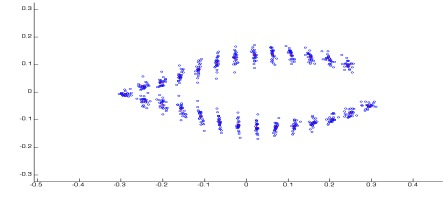
Superposición procustres de diferentes hojas de A. thaliana. Los puntos rojos corresponden al promedio de marcas; los puntos azules corresponden a marcas de todos los organismos analizados.

Para los datos que constan de marcas, la variación de la forma, posición y orientación se elimina comúnmente con un Análisis Procustes (o de Procusto), que logra un mejor ajuste de las configuraciones de las marcas de acuerdo con un criterio de mínimos cuadrados. La superposición Procustres de mínimos cuadrados es de importancia fundamental en la morfometría geométrica, ya que esta es la que proporciona el enlace de la teoría de los espacios de la forma de Kendall, lo cual proporciona una base matemática para los estudios empíricos de la variación de la forma. (Small, 1996; Dryden y Mardia, 1998; Kendall et al., 1999).
La superposición generalizada de Procustes, que se utiliza para extraer la información de la forma a partir de la muestras de múltiples configuraciones de marcas, es un procedimiento iterativo donde se adapta cada configuración lo más cercanamente posible a la forma promedio de la muestra. La variación del tamaño se elimina mediante el escalamiento de cada configuración, por lo que se tiene un tamaño centroide igual a 1.0. La variación en la posición se elimina por el desplazamiento de las configuraciones de manera que comparten el mismo centro de gravedad o centroide. El resto del proceso se ocupa de rotaciones para encontrar una orientación óptima para cada configuración. Este procedimiento alinea todas las configuraciones en un conjunto de datos para una configuración particular, por ejemplo la primera, usando el ajuste de Procustres de mínimos cuadrados de modo que la suma de las distancias al cuadrado entre marcas correspondientes de cada configuración y la configuración de la forma común sea mínima. Posterior a este paso, se calcula una forma media de la forma, promediando las posiciones de las marcas y el re-escalamiento para asegurar que el tamaño centroide del promedio sea exactamente 1.0. Una siguiente iteración, forma una configuración promedio la cual es usada como la nueva configuración blanco y cada configuración es ajustada a ella. Un nuevo promedio es entonces calculado, y el procedimiento es repetido hasta que la media ya no cambia.
Como resultado de estos procedimientos, cada configuración en la muestra es alineada óptimamente a la configuración promedio. A menos que la variación de la forma en la muestra sea inusualmente grande, cada configuración está casi alineada óptimamente respecto a las otras configuraciones en la muestra. Debido a que las configuraciones están alineadas de manera que el tamaño, posición y orientación se mantienen constantes de acuerdo con el criterio del ajuste de mínimos cuadrados, la variación restante en las posiciones de las marcas se debe a la variación de la forma. Por consiguiente, los desplazamientos relativos de las marcas de la configuración promedio a cualquier configuración particular, o los desplazamientos relativos de una forma a otra forma en el espacio cercano de la forma, puede ser usado para evaluar las diferencias entre las formas.

## Aplicaciones y software
Muchos de los estudios sobre la evolución de la forma se han enfocado en identificar los factores que determina esta dirección. Hasta ahora algunas estudios se han enfocado en correlaciones entre tamaño y forma (alometría), correlaciones entre la forma y función (morfología funcional, eco-morfología), comparaciones de las tendencias evolutivas (estudios de paralelismo y convergencia), y descripciones cuantitativas del morfo-espacio ocupado (evolución de la diversidad morfológica).
Entre las aplicaciones en las que es empleada la morfometría geométrica se encuentran:
- Alometría
- Morfología funcional
- Heterocronía
- Plasticidad fenotípica
- Asimetría
- Modularidad
- Genética cuantitativa

Los estudios de morfometría geométrica requieren de programas especializados, no para analizar los datos sino, para representar los resultados gráficamente. Afortunadamente los programas necesarios son de fácil y libre acceso. Los paquetes para realizar morfometría se ejecutan bajo distintas plataformas (Microsoft, Mac, Linux). Actualmente existen diversas fuentes de software gratuito. En estas páginas se encuentran distintos recursos valiosos, incluyendo información sobre reuniones, cursos, y un directorio de personas interesadadas en morfometría:
- http://life.bio.sunysb.edu/morph/ Archivado el 10 de noviembre de 2020 en Wayback Machine.
- http://www3.canisius.edu/~sheets/
- https://web.archive.org/web/20150221105045/http://www.morphometrics.org/home/morphmet
- http://morfometriageometrica.blogspot.mx/
- https://web.archive.org/web/20150328222548/http://www.flywings.org.uk/
- https://web.archive.org/web/20150423014209/http://www.chitwoodlab.org/

### Otras aplicaciones
La aplicación de la morfometría no se limita a usos biológicos. También se puede aplicar a un terreno en forma de geomorfología. También cuenta con una serie de otras aplicaciones.